# Karl August Ulrich
Karl August Ulrich (* 23. Juni 1776; † 20. Juli 1826 in Griefstedt) war ein preußischer besonders verdienter Domänenpächter.

## Leben
Karl August Ulrich war der Sohn des Rittergutsbesitzers Karl August Ulrich (andere Quelle Andreas Conrad Ulrich) († 1812), Hofkommissar in Schönstedt bei Weißensee; er hatte noch drei Brüder und zwei Schwestern.
Er war zeit seines Lebens unverheiratet.
Seinen schulischen Unterricht erhielt er durch einen alten Schullehrer aus dem nahe gelegenen Scherndorf und erlernte den landwirtschaftlichen Betrieb im elterlichen Haus und später in Stadtilm auf dem dortigen Kammergut.
Nach dem Tod seines Vaters übernahm und pachtete er die preußische Staatsdomäne in Griefstedt, die teilweise verfallen war. Durch seine Tätigkeit und seine Verbesserungen konnte er das Gut wieder zu einem florierenden Betrieb ausbauen, daraufhin erhielt er den Ehrentitel Oberamtmann. 